# 多米尼克·哈斯勒
多米尼克·哈斯勒（德語：Dominique Hasler，1978年—）是列支敦士登政治家，也是爱国联盟的成员。 2017年大选后，她成为内政、教育、环境部长。

## 生平
她于1978年10月6日出生，出生时名为多米尼克·马特，在列支敦士登的毛伦长大。她在母亲结婚后取了甘特拜因这个姓氏。她后来曾参与教学，在瑞士苏黎世的国际特殊教育学院学习。后来，甘特拜因在几所学校担任特殊教育教师，然后在列支敦士登大学攻读企业管理硕士学位。
2017年列支敦士登大选后，3月30日，甘特拜因被任命为新议会的内政、教育和环境部长。她是爱国联盟的两名成员之一，被任命为联合政府的部长。此后，她与奥地利政府的教育部门负责人桑娅·哈默施密德会面，讨论了与离校生的持续合作。甘特拜因还担任了欧盟内政委员会的职位，这是她作为内政部长工作的一部分。
2018年10月与丹尼尔·哈斯勒结婚后，她随丈夫姓。

## 职务
在列支敦士登2019冠状病毒大流行期间，哈斯勒作为负责教育的部长保证，学生不必像往常一样参加学校学习。对此，哈斯勒提倡进行数字化和远程教学。此外，在疫情期间，哈斯勒还着力于帮助有困难的家庭，包括一些家庭需要面对的日常挑战，包括帮忙家庭安排日常生活、安排一周的行程，以及在艰难时期安排社交互动。哈斯勒还提倡通过Skype进行体育教学。